# David Benioff

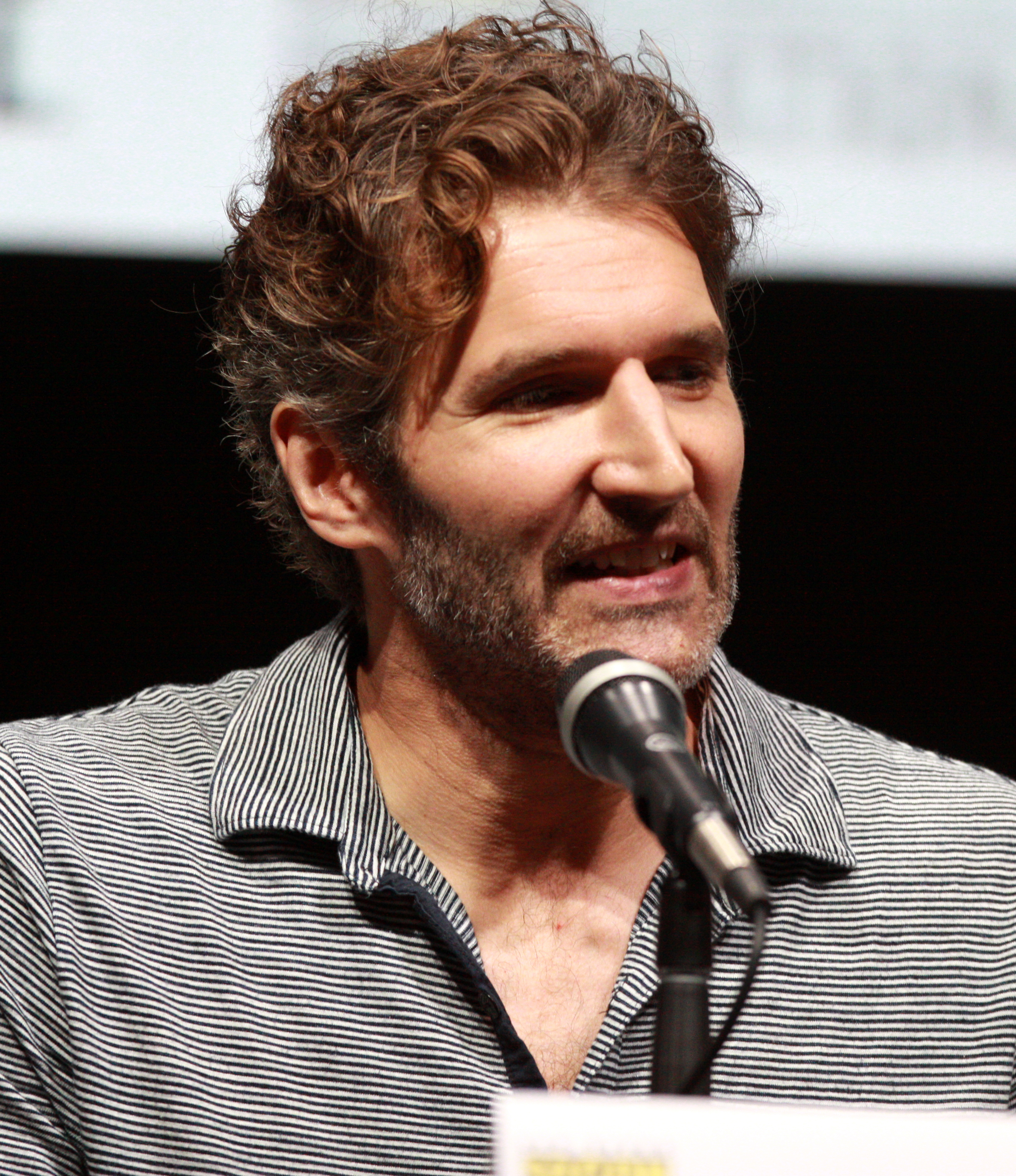
David Benioff (2013)

David Benioff (New York, 25 september 1970) is een Amerikaans schrijver van boeken en scenario's.

## Biografie

### Jeugd
Benioff werd geboren als David Friedman, maar veranderde zelf zijn achternaam in Benioff, naar zijn moeder, die een Russische-Joodse immigrant was. Hij is de jongste van drie kinderen.
Hij studeerde aan het Darthmouth College en werkte als een uitsmijter bij clubs. Op een leeftijd van 22 jaar werd Benioff leraar Engels aan het Poly Prep in Brooklyn.
Daarnaast studeerde hij ook aan de University of California Irvine, waar hij een Master of Fine Art behaalde bij het creatief schrijven-programma.

### Carrière
Terwijl Benioff werkte als leerkracht Engels schreef hij een boek getiteld The 25th Hour, dat positief werd ontvangen. Later adapteerde hij het boek naar het grote scherm, met in de hoofdrol Edward Norton en geregisseerd door Spike Lee.
Daarnaast heeft hij ook een collectie kortverhalen geschreven genaamd When the Nines Roll Over (And Other Stories) (2004).
Benioff schreef onder andere screenplays voor Troy (2004), Stay (2005) en The Kite Runner (2007). Ook schreef hij het script voor de X-Men spin-off X-Men Origins: Wolverine, dat in 2010 in de zalen verscheen.
In 2008 werd zijn tweede boek, City of Thieves, A Novel gepubliceerd.
Momenteel werkt Benioff aan de adaptatie van Charles R. Cross' biografie over Kurt Cobain. Hij werkt ook samen met D.B. Weiss als exclusief producent aan de contemporaine, op de middeleeuwen geïnspireerde fantasyserie Game of Thrones, een adaptatie van George R.R. Martin' Het Lied van IJs en Vuur. 

### Persoonlijk leven
Benioffs vader, Stephen Friedman, is het voormalige hoofd van Goldman Sachs. In 2006 trouwde Benioff met actrice Amanda Peet, met wie hij drie kinderen heeft.

### Scripts
- 2002 - 25th Hour
- 2004 - Troy
- 2005 - Stay
- 2007 - The Kite Runner
- 2009 - X-Men Origins: Wolverine
- 2009 - Brothers
- 2010 - Game of Thrones

### In ontwikkeling
- 2010 - Heavier Than Heaven